# استان یکم

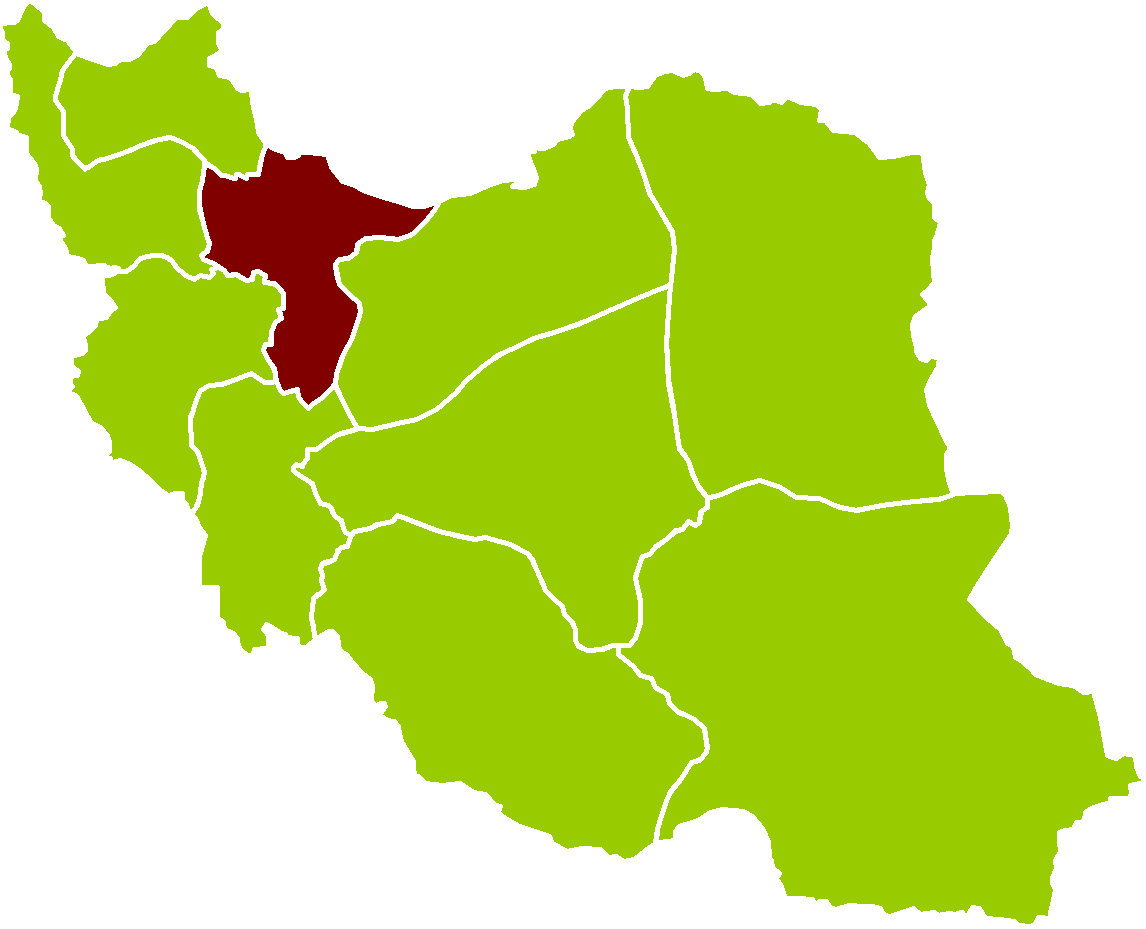
جایگاه استان یکم در نقشهٔ ایران.

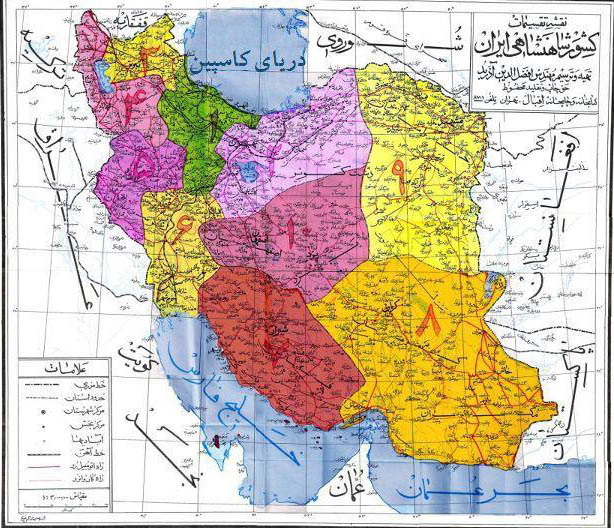
نقشه ایران در زمان رضاشاه.

استان یکم یکی از ۱۰ استان ایران بود که در ۱۹ دی ۱۳۱۶ خورشیدی، با اصلاح قانون تقسیمات کشوری تشکیل گردید. این استان شامل ۶ شهرستان زنجان، قزوین، ساوه، سلطان‌آباد، رشت، شهسوار بود.
شهرهای زنجان، قزوین، مأمونیه، ساوه، سلطان‌آباد (اراک)، رشت و شهسوار در این استان قرار داشتند. در لغتنامهٔ دهخدا آمده‌است، گیلان استان یکم محسوب می‌گردد.
طبق مادهٔ ۳ مصوب ۱۳۱۶/۸/۶ هر استان تحت ادارهٔ یک نفر استاندار قرار داشته که در محدودهٔ مقررات این قانون به فرمانداران حوزهٔ مأموریت خود دستور و تعلیمات می‌داده و با وزارت داخله (وزارت کشور) رابطهٔ مستقیم داشته و طبق تبصرهٔ ۱ همان ماده استانداران دارای مرکز ثابت نبوده و در کلیهٔ امور شهرستان‌های تابعه بازرسی کرده و مسئول حسن جریان امور آنها بوده‌اند. این نکته که استاندار مرکز ثابتی نداشته، نکته جالبی است. شاید مقصود قانون‌گذار آن بوده که استاندار دائماً در سطح استان در حرکت باشد و نیز یک شهر خاص تحت عنوان این که مرکز استان است بیش از سایر شهرها رشد نکند.این استان هفت شهرستان داشت: طوالش، فومن، بندر پهلوی، رشت و لاهیجان در گیلان، و شهرستان‌های قزوین و زنجان و اراک در عراق عجم سابق. شهر رشت مرکز این استان و گیلان بخش اصلی این استان بود.
مناطق زیر از این استان جدا شده‌اند:
1. استان صفرم (مرکزی): تأسیس ۱۳۲۶ خورشیدی
2. استان نوزدهم (زنجان): تأسیس ۱۳۵۲ خورشیدی
3. استان بیست و ششم (قزوین): تأسیس ۱۳۷۶ خورشیدی
4. شهرستان تنکابن: الحاق به استان دوم ۱۳۲۳ خورشیدی

منطقه زیر به این استان الحاق شده‌است:
1. شهرستان آستارا

در تقسیمات کشوری سال ۱۳۱۶ خورشیدی، بخش آستارا از گیلان جدا شد و به زیرمجموعهٔ شهرستان اردبیل از استان آذربایجان شرقی محسوب شده بود. در سال ۱۳۳۶، با تأسیس فرمانداری، به یکی از شهرستان‌های استان آذربایجان شرقی ارتقا پیدا کرد. به دلیل نارضایتی اهالی منطقه از تصمیماتی که پس از عهدنامه ترکمنچای اتخاذ شده بود[نیازمند منبع]، سرانجام با درخواست اهالی برای الحاق مجدد به سرزمین قبلی[نیازمند منبع] موافقت شد و شهرستان آستارا از خرداد ۱۳۳۹[نیازمند منبع]دوباره به استان گیلان ملحق گردید.
در تاریخ ۱۳۳۹/۲/۲۱ به موجب  مادهٔ ۱۳ قانون وظایف و اختیارات استانداران، مقرر شد استان های کشور که از سال ۱۳۱۶ با شماره نام‌گذاری شده بودند، با نام اصلی خود خوانده شوند و دولت مکلف شد با توجه به سوابق تاریخی، نام و حوزهٔ استان را تعیین کند. بر این اساس، در سال ۱۳۳۹ نام این استان به گیلان تغییر یافت. با جدا شدن زنجان و اراک و الحاق آستارا، این استان مرزهای کنونی استان گیلان را با مساحت ۱۴٬۷۰۹ کیلومتر مربع دارا شد.